# Наньцзяо
Район Наньцзя́о (кит. упр. 南郊区, пиньинь Nánjiāo qū) — бывший район городского подчинения городского округа Датун провинции Шаньси (КНР). Название в переводе означает «Южный Пригородный район».

## История
В 1966 году сельскохозяйственные угодья районов Чэнцюй и Коуцюань были выделены в отдельный Пригородный район (郊区). В октябре 1970 года Пригородный район был разделён на Южный Пригородный район и Северный Пригородный район.
Решением Госсовета КНР от 9 февраля 2018 года район был расформирован.

## Административное деление
Район делится на 3 посёлка и 7 волостей.